# Berwick (hrabstwo York)
Berwick – jednostka osadnicza w Stanach Zjednoczonych, w stanie Maine, w hrabstwie York.